# یارلیس باریوس
یارلیس باریوس (انگلیسی: Yarelys Barrios؛ زادهٔ ۱۲ ژوئیهٔ ۱۹۸۳) پرتاب‌گر دیسک اهل کوبا است.
وی در مسابقات کشوری و بین‌المللی در مجموع برندهٔ ۳ مدال طلا، ۲ مدال نقره، ۳ مدال برنز شده‌است.